# Nicolea latens
Nicolea latens är en ringmaskart som beskrevs av Chamberlin 1919. Nicolea latens ingår i släktet Nicolea och familjen Terebellidae. Inga underarter finns listade i Catalogue of Life.